# Kościół św. Mikołaja w Dąbiu
Kościół Świętego Mikołaja w Dąbiu – rzymskokatolicki kościół parafialny w mieście Dąbie. Mieści się przy ulicy Żeromskiego. Należy do dekanatu kłodawskiego.
Świątynia została wybudowana w latach 1807-1809 w stylu eklektycznym według projektu Hilarego Szpilowskiego na miejscu poprzedniej budowli z XVII wieku, spalonej w 1793. Pracami budowlanymi kierował ówczesny proboszcz dąbski, Adam Wężyk. W 1823 dach budowli otrzymał pokrycie dachówką holenderską. W 1838 zostało skompletowane wyposażenie świątyni. 
W 1948 roku kościół został wyremontowany. Została wykonana polichromia przez malarza Józefa Mroza z Łodzi oraz został umieszczony w ołtarzu głównym obraz Opłakiwanie z 1736 roku. w latach 1967-1968 zostały namalowane freski o tematyce sakralnej, dzieło malarza Józefa Klaryski z Torunia.